# Halle de la Maison de Ville
L’ancienne Halle de la Maison de Ville de Genève aussi nommée Ancien arsenal est d’origine médiévale. Elle a été successivement marché couvert, grenier, arsenal, musée, puis siège des Archives d'État de Genève.
Ce bâtiment est un bien culturel d'importance nationale.

## Histoire
Une première halle publique a été construite à cet emplacement en 1470. Elle comportait, outre un espace couvert pour le marché, un grenier, et trois caves ou celliers, un certain temps également, jusqu’en 1513, un cabaret. En 1626 commence une reconstruction en vue d’agrandissement, mais le chantier avance lentement, et par à-coups. En 1630, on bâtit l’escalier d’accès et l’on veut terminer les arcades. En 1632-1633, on procède enfin à la construction des deux niveaux intérieurs et de la toiture.

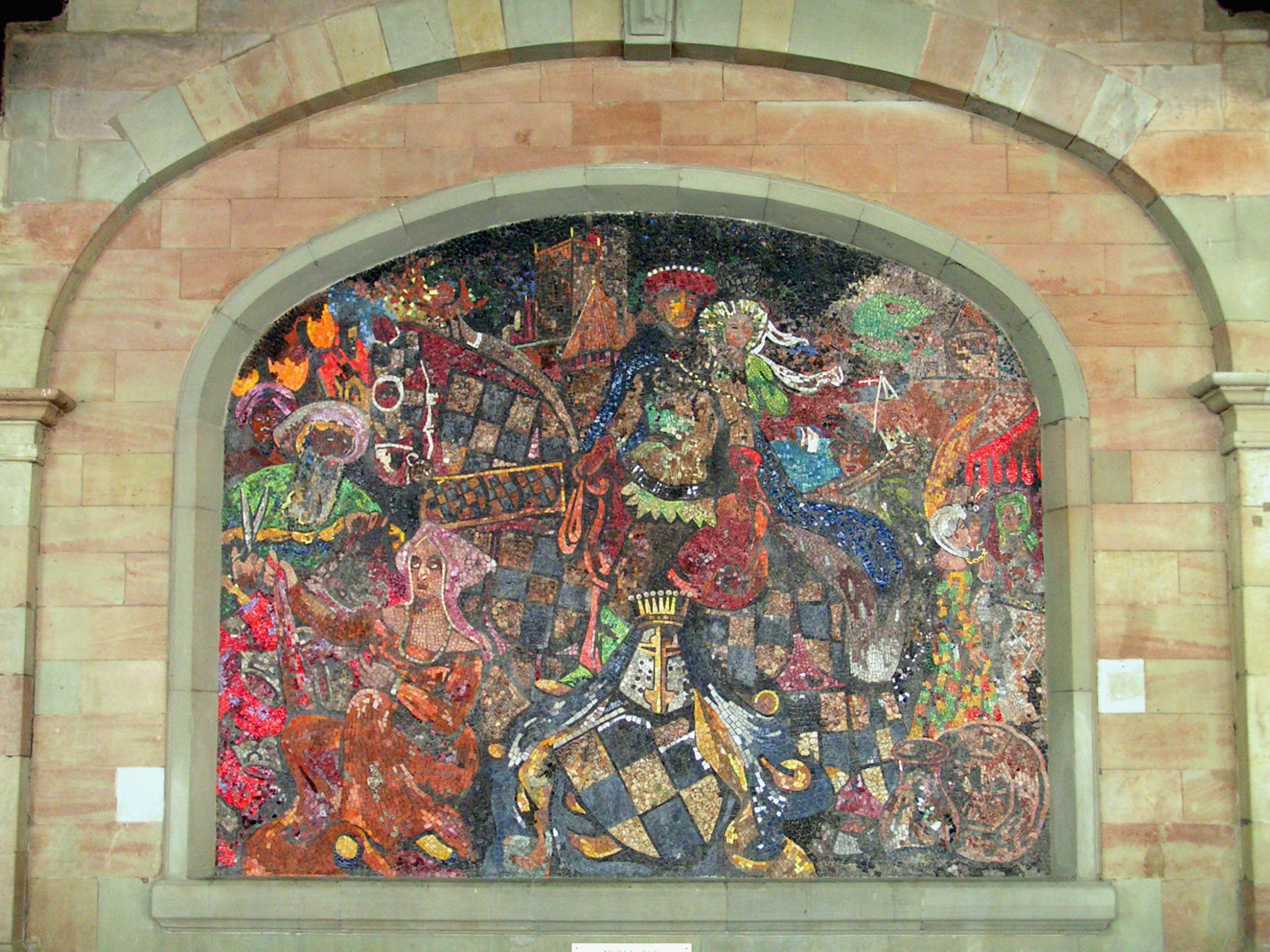
Mosaïque d’Alexandre Cingria.

À partir de 1720, une partie de la structure sert d’arsenal, avec salle d’armes et entrepôt de fusils, jusqu’à la désaffectation de l’édifice en 1877. On y établit alors un « Musée historique », exposant la collection d’armes anciennes. Une restauration complète est entreprise en 1890, travaux au cours desquels on profite d’apporter une nouvelle décoration au moyen de scènes empruntées à l’histoire genevoise et peintes par Gustave Henri de Beaumont. Sous les halles, un mur mitoyen est décoré de trois grandes mosaïques d’Alexandre Cingria (1949) .
Dès 1923, l’édifice est utilisé comme dépôt des archives de l’État, puis est entièrement modernisé en 1969-1972 pour abriter désormais le siège de cette institution.